# Ataulf
Ataulf (got. Athal Wolf; što znači "plemeniti vuk"), bio je vizigotski kralj između 410. i 415. godine. Sin Atanarika iz dinastije Balti, bio je proglašen kraljem na germanski način, na grobu svog prethodnika, Alarika I. koji je nenadano umro od groznice u Calabriji.
Postavši vizigotskim kraljem, prvo je pokušao zaustaviti gotsku ekspanziju u Italiji koju je započeo Alarik. U međuvremenu, uzurpator Konstantin III. je odvojio Galiju od Rimskog Carstva. Flavije Konstancije, Honorijev magister militum zajedno s Ulfilinim Gotima, ugušio je pobunu opsadom Arla.
Godine 412. Ataulf je s Vizigotima napustio Italiju i preselio se u Galiju. Sa sobom je vodio Galu Placidiju, Honorijevu polusestru, koju je Alarik zarobio 410. godine prilikom posljednjeg napada na Rim.
U Galiji, Ataulf je počeo pregovore s novim uzurpatorom, Jovinom. Ali kad je Jovin dao prednost Saru, Ataulfovom krvnom neprijatelju među gotskim plemstvom, Ataulf je prekinuo pregovore i ubio Sara. Jovin je onda imenovao svog brata Sebastijana za augusta. To je još više uvrijedilo Ataulfa, pa je sklopio savez s Honorijem i sukobio se s Jovinom. Kada je Jovin pobijeđen u bitci, pobjegao je, a Sebastijan je zarobljen i predan Honorijevom pretorijanskom prefektu Postumu Dardaniju na pogubljenje. Nakon toga, Ataulf je uhvatio Jovina u Valenceu 413. i poslao ga u Narbonne gdje ga je Dardanije pogubio.
Nakon ovoga, odnosi između Ataulfa i Honorija su se bili dovoljno poboljšali da bi ih Ataulf mogao utvrditi ženidbom s Galom Placidijom u Narbonnu početkom 414. godine. Vjenčanje je održano prema rimskim običajima.
Vizigotsko kraljevstvo nije bilo potpuno utvrđeno dok Ataulf nije osvojio Narbonne i Toulouse 413. godine. Međutim, iako je Ataulf bio arijanski kršćanin, njegovi odnosi s Rimom i rimskom kulturom su bili veoma bliski. Prema Ataulfovom suvremeniku, Orosiju, kršćanskom teologu, povjesničaru i učeniku sv. Augustina, Ataulf je shvatio da "država bez zakona nije država", pa je počeo preuzimati tjekovine rimske civilizacije i primjenjivati ih na svoju državu u cilju ojačanja.
Honorijev magister militum, Flavije Konstancije je pokvario odnose između Ataulfa i Honorija i uspio je izvojevati blokadu mediteranskih galskih luka. Kao odgovor, Ataulf je proglasio Priska Atala za augusta u Bordeauxu 414. godine. Ali Konstancijeva pomorska blokada je bila uspješna te se 415. godine Ataulf povukao sa svojim ljudima u sjevernu Hispaniju. Atal je pokušao pobjeći, ali ga je uhvatio Konstancije i poslao u izgnanstvo gdje je bivši uzurpator kasnije preminuo.
Gala Placidija je putovala zajedno s Ataulfom. Njihov sin, Teodosije, umro je kao dijete i bio je sahranjen u Hispaniji čime je nestala mogućnost nastavka rimsko-vizigotske loze.
U Hispaniji, Ataulf je nepromišljeno primio u službu bivše Sarove pristaše, koji su tajno željeli osvetiti se za smrt njihovog vođe. Ataulfa su ubili u kraljevskoj palači u Barceloni dok se kupao.
Sigerik, Sarov brat, odmah je postao kralj. Međutim, vladao je samo sedam dana, jer je ubrzo ubijen. Naslijedio ga je Valija, koji je Galu Placidiju vratio u Ravennu 417. godine, gdje se ona pod pritiscima svog polubrata Honorija udala za Konstancija.